# Edmundo Piaggio
Edmundo Piaggio (né le 3 octobre 1905 - mort le 27 juillet 1975) est un ancien footballeur argentin.

## Biographie
En club, il évolue durant sa carrière de défenseur au Club Atlético Lanús.
Il participe à la Copa América 1929, et à la coupe du monde 1930 en Uruguay. L'Argentine devient vice-championne du monde, en perdant en finale contre l'Uruguay.